# 趙 (戦国)
趙（ちょう）は、戦国時代に存在した国（紀元前403年 - 紀元前228年）で、戦国七雄の一つに数えられる。国姓は嬴、氏は趙（秦の王室と同祖とされる）。首府は邯鄲。もともとは、晋の臣下（卿）であった。紀元前228年に秦に滅ぼされた。

## 歴史

### 趙氏の興隆

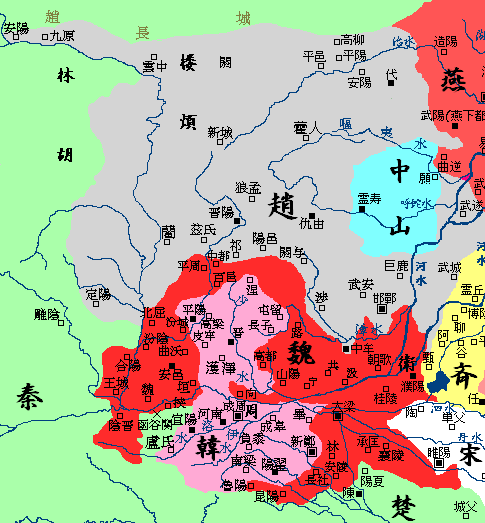
三晋地図

周の穆王に仕えた名御者の造父が趙城に封ぜられたのが趙氏の始まりと言われている。その後、趙氏は晋に仕え、晋の文公の側近であった趙衰（趙成子）以後大いに栄え、春秋時代末期には晋を実質的に取り仕切る大臣の家系六卿の一つになっていた。しかし宰相趙盾（趙宣子）死後、趙氏は専制を疎まれ、粛清を受け、趙盾の孫の趙武（趙文子）が再興するまで一時没落する。紀元前456年、六卿の中でも最大の勢力を持っていた智氏当主の智瑶（智襄子）が韓氏・魏氏を引き連れて、趙氏を滅ぼそうとした。趙氏の当主趙無恤（趙襄子）は、韓氏の韓虎（韓康子）・魏氏の魏駒（魏桓子）に「智氏は強欲なので私が滅ぼされた後は貴方達の番だ」と寝返りを示唆し、これに成功する。三家に攻められた智氏は滅亡し、晋の領土を趙・韓・魏の三者が分け合い、それぞれ独立した。その後紀元前403年に趙・韓・魏は正式に諸侯となる。

### 武霊王の登場
武霊王の時代に強勢となり、周王の下に封建された諸侯のひとつから周王に替わる王を称するようになった。武霊王は紀元前307年、胡服騎射を取り入れる。胡服とは当時北方の遊牧民族が着ていた、短い衣に長いズボン、革靴を履き、あるいは足巻を、衣の袖を小さくして活動しやすいようにした服装である。当時の中国では士大夫はゆったりした裾の長い服を着ており、戦時には戦車に乗って戦う戦士となったが、馬に乗るためにはこの服は甚だ不便であった。武霊王は北方の騎馬兵の強さに目をつけ自国にもこれを取り入れたいと考えた。その為には文明を象徴する戦車に乗る戦士であることを誇りとする部下達に、胡服を着させ、馬に直接またがる訓練を施す事が必要である。趙の国人達は強くこれに反発するが武霊王は強権的に実行させ、趙の騎馬兵は大きな威力を発揮し趙の勢力は拡大した。

### 秦の圧力

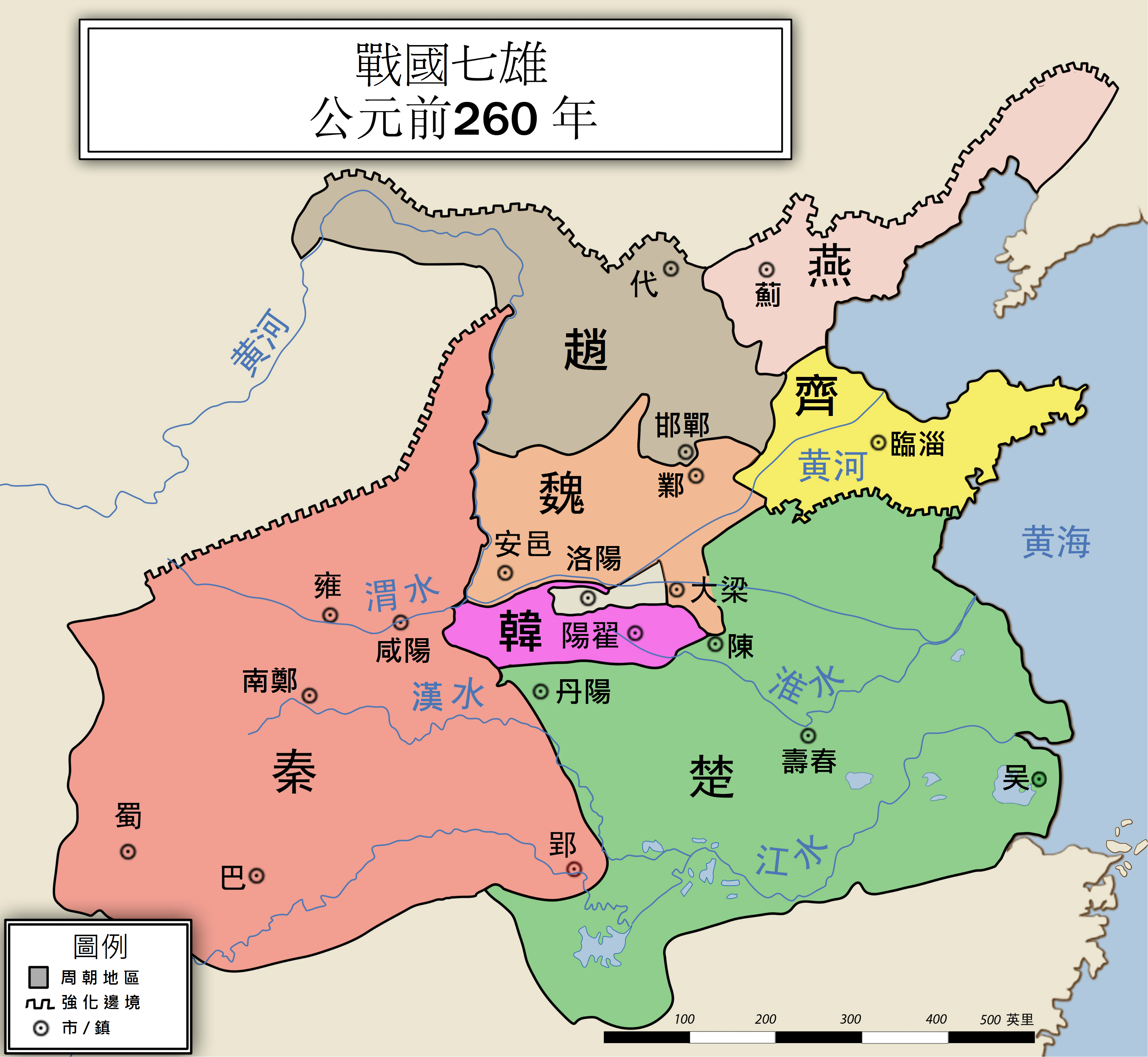
紀元前260年の戦国七雄。中央上が趙

紀元前298年、武霊王は譲位した。王位は子の恵文王に譲り、自らは主父と名乗り実質的な権力を握り続けた。
しかし紀元前295年（?異説有り）、恵文王と公子章の間の後継者争いが元で主父が幽閉され餓死すると、趙の絶頂時代は終わり、秦の攻勢に脅かされる。藺相如と廉頗・趙奢といった名将たちの働き、たとえば、紀元前270年の閼与の戦いなどにみられるようにしばらくは持ちこたえるが、藺相如が引退した後の紀元前260年の長平の戦いで秦の将軍の白起に大敗し、その兵力の大半（戦死5万、坑刑40万と言われる）を失うと趙は急激に弱体化した。翌年、秦軍が首都邯鄲を包囲したため、民衆が飢え子供を喰らって食いつなぐなど滅亡寸前となるが、趙の民衆が一致団結した上、戦国四君の一人で宰相であった平原君により魏の信陵君と楚の春申君らの援軍を呼び寄せ、撃退している。
長平の戦い以降は軍事的には衰退した趙だが、依然として高い文化力を保っており、各地から高名な学者が集った。特筆すべき学者としては、平原君の食客として集まった、名家（論理学）の代表的人物である公孫竜と、陰陽家の代表的人物である鄒衍がいる。また、公孫竜と同世代の趙出身の学者としては、歴史書『虞氏春秋』を著した虞卿や、『劇子之言』に言行録をまとめられた劇子（燕に移り将軍となった劇辛のことか？）、縦横家・兵家の二つの分野で著作を残した龐煖がいる。また、名将楽毅の親族で道家の黄老思想を継承した楽瑕公と楽臣公（前漢の相国曹参は楽臣公の孫弟子）も、趙滅亡の寸前まで趙に滞在していた。長平の戦いでは失態を犯した孝成王も、趙の儒家荀子と楚の兵家臨武君を招いて軍事について論戦を行わせるなど、積極的に人材登用に動いた形跡が見られる。

### 斜陽と李牧の活躍

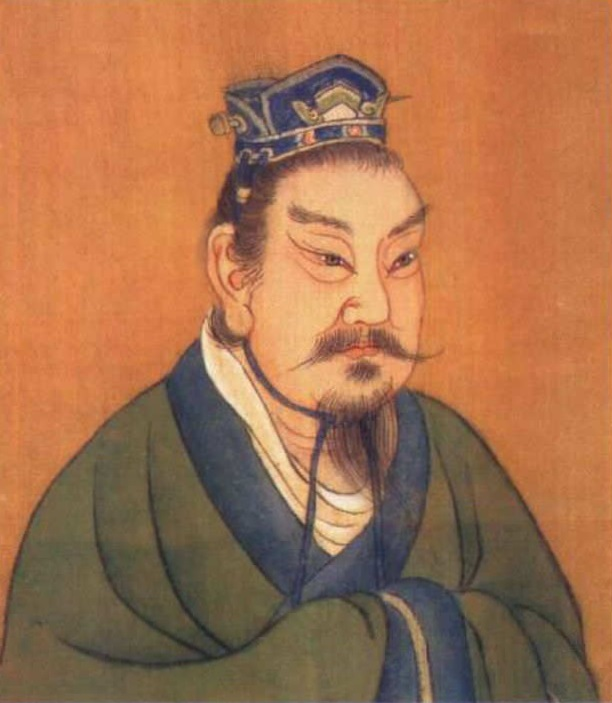
李牧（清人絵）。秦の侵攻を撃退したのは、李牧と楚の項燕の二人のみ。

紀元前236年、秦は中華の統一に本腰を入れ始めた。趙の将軍の龐煖が燕に侵攻し、国内が手薄になっている隙を狙い趙へ侵攻した。総大将は王翦、副将は桓齮、末将は楊端和である。
まず、鄴の周辺の9城を落とした。そして、全軍を1軍として閼与と轑陽を落とした。18日後、王翦は兵糧の問題上、軍の10分の2の精鋭部隊を率い、鄴や安陽を落とした。
紀元前234年、桓齮は平陽に直行した。趙は扈輒を将として平陽を救援に向かわせ、秦軍と戦った。秦軍は趙の将である扈輒を討ち取り、十万の趙兵を平陽の城外で斬首した。翌紀元前233年、桓齮は再び出兵し宜安・平陽・武城の3城を取り、再び趙軍を破りその将を討ち取った。この2戦で趙は10万以上の兵を失った。そのため、幽繆王は北辺で功があった李牧を中央に召喚し、大将軍に任じた。
紀元前233年、桓齮は秦軍を率いて東の上党に進軍し、太行山を越えて趙の深部に侵入し趙軍を破り、赤麗と宜安（現在の河北省藁城区の西南）を占領した。李牧率いる趙軍と秦軍は宜安付近で対峙した。激しい戦いの末に、秦軍は大敗した。桓齮の率いる秦軍のうち少数は包囲から脱し、秦国へ退却した。また『戦国策』によると桓齮は討ち死にしたとある。趙は秦に占領されていた土地を取り戻した。その功により李牧は武安君に封じられた。
紀元前232年、秦王政は兵を大挙し、趙に侵攻した。軍は鄴城に到着し、その後太原に到着した。秦軍は狼孟と番吾を占領したが、李牧が秦軍を撃破した。さらに李牧は秦から韓・魏の国境まで領土を奪還した。
紀元前229年、斉との連合も情報が漏れ、旱魃や地震災害につけこまれ、秦に侵攻された。王翦によって買収された幽繆王お気に入りの重臣郭開または韓倉の讒言により、秦軍を撃退し続けた李牧が殺された。また、司馬尚も更迭された。幽繆王は趙葱・顔聚に軍を率いさせ迎え撃ったが敗れ、趙葱は戦死した。

### 滅亡
紀元前228年、国都邯鄲が落ちた。趙幽繆王と顔聚が捕虜となり、趙は滅亡した。生まれた邯鄲に入った秦王政は、母の太后の実家と揉めていた者たちを生き埋めにして秦へ戻った。
のち、太子を廃されていた幽繆王の兄の公子嘉が代へ逃れ、趙の大夫らに擁立されて亡命政権・代を建て、燕と結んで対抗しようとした（燕攻略も参照）。しかし、紀元前222年に代での政権も燕とともに、王賁により代王嘉が捕虜になったことで滅ぼされ、趙は完全に滅亡した。
始皇帝の死後、秦の政治が腐敗して陳勝・呉広の乱が起こると、これに乗じて趙王の子孫の趙歇が趙を復興させたが、韓信の背水の陣に敗れて滅ぼされた。

## 歴代君主

### 趙氏の当主
1. 趙夙（紀元前?年 - 紀元前?年）
2. 成季（衰）（紀元前?年 - 紀元前?年）…趙夙の弟
3. 宣子（盾）（紀元前?年 - 紀元前597年）
4. 屏季（括）（紀元前?年 - 紀元前?年）…宣子の異母弟
5. 文子（武）（紀元前583年 - 紀元前541年）…趙朔（荘子）の息子、宣子の孫
6. 景子（成）（紀元前540年 - 紀元前517年）
7. 簡子（鞅）（紀元前516年 - 紀元前476年）
8. 襄子（無恤）（紀元前475年 - 紀元前425年）
桓子（嘉）（紀元前424年）…襄子の息子[33][注 1]
9. 献侯（浣）（紀元前423年 - 紀元前409年）…趙周（代成君）の息子、趙伯魯（襄子の異母長兄）の孫

### 趙の君主
1. 列侯（籍）（紀元前408年 - 紀元前400年）
2. 武侯（紀元前399年 - 紀元前387年）…列侯の弟
3. 敬侯（章）（紀元前386年 - 紀元前375年）…列侯の息子
4. 成侯（種）（紀元前374年 - 紀元前350年）
5. 粛侯（語）（紀元前349年 - 紀元前326年）
6. 武霊王（雍）（紀元前325年 - 紀元前299年）
7. 恵文王（何）（紀元前298年 - 紀元前266年）
8. 孝成王（丹）（紀元前265年 - 紀元前245年）
9. 悼襄王（偃）（紀元前244年 - 紀元前236年）
10. 幽繆王（遷）（紀元前235年 - 紀元前228年）
11. 代王（嘉）（紀元前227年 - 紀元前222年）…幽繆王の異母兄

## 人物

### 武官
- 趙奢
- 龐煖
- 廉頗
- 李牧
- 司馬尚
- 楽乗
- 趙括
- 扈輒

### 文官
- 張孟談（中国語版）
- 公仲連（中国語版）
- 大戊午（中国語版）
- 肥義（中国語版）
- 李兌（中国語版）
- 皮相国（中国語版）
- 虞卿
- 藺相如
- 蘇代
- 毛遂
- 韓倉（中国語版）
- 公孫竜
- 仇液（中国語版）
- 姚賈
- 司空馬

### 公子
- 平原君
- 趙豹（中国語版）
- 趙歇
- 趙利

### その他
- 荀況
- 郭開